# 团结湖

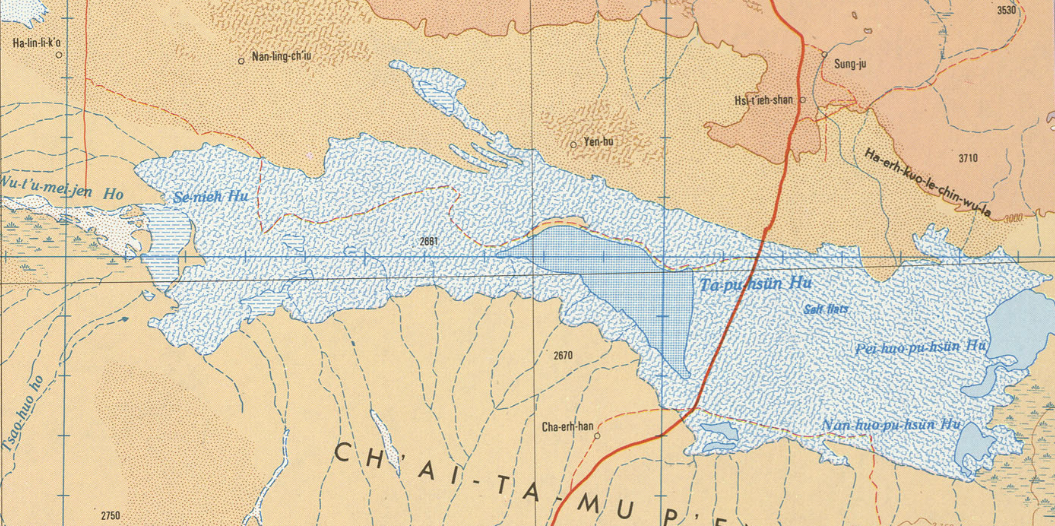
察尔汗盐湖，北霍布逊湖在其东方，南霍布逊湖在其东南方，达布逊湖在公路左方，团结湖在公路南方

团结湖是一座盐湖，为察尔汗盐湖南缘的重溶湖泊，位于青海省海西蒙古族藏族自治州格尔木市察尔汗南偏西的位置。盐湖水源自格尔木东河支流收工河，面积6平方千米，水深5－8厘米，湖面海拔2673米，卤水矿化度425.3克每升，化学类型为硫酸盐型硫酸镁亚型。